# Роз'їзд 41 (Бородуліхинський район)
Роз'ї́зд 41 (каз. рзд.41) — станційне селище у складі Бородуліхинського району Абайської області Казахстану. Входить до складу Бель-Агацького сільського округу.
Населення — 17 осіб (2021; 46 у 2009, 66 у 1999,  у 1989).